# Marjan Bunič
Marjan Bunič, slovenist, glasbenik in radijski napovedovalec, * 1964, Ljubljana.

## Življenjepis
Po diplomi na Filozofski fakulteti Univerze v Ljubljani, smer slovenščina in pedagogika, je več kot dvajset let deloval kot učitelj slovenščine na osnovni ter kasneje tudi na srednji šoli. Kmalu ga je pot zanesla v medijske vode: kot voditelj na številnih slovenskih televizijskih postajah (TV Slovenija, TV3, Kanal A ...) je vodil oddaje, kvize, dobrodelne prireditve, koncerte ipd. Svoj glas posoja tudi likom v risankah, animiranih filmih in oglasnih sporočilih.
Dolga leta se ukvarja tudi z glasbo, predvsem kot vokalist v skupinah Sistem, Alfa in Omega, Gloria. Posnel je tudi nekaj lastnih skladb. Je pogost član igralskih ansamblov amaterskih predstav in slovenskih muzikalov.
Zaposlen je kot moderator na Radiu Ognjišče.
Leta 2016 je sodeloval pri sinhronizaciji filma Vaiana: Iskanje bajeslovnega otoka, kjer je sinhroniziral Tamatoa.

## Vloge v muzikalih
| Muzikal                  | Vloga                |
| ------------------------ | -------------------- |
| Ljubim te – spremeni se! |                      |
| Cvetje v jeseni          | Boštjan              |
| Mamma mia!               | Harry                |
| Veronika Deseniška       | Herman II. Celjski   |
| Vesna                    | Kosinus              |
| Butalci                  | Župan Mihcati Kimpež |
| Nune v akciji            | Sestra Amnezija      |